# Wandelung
Unter dem Rechtsbegriff Wandelung (in Österreich Wandlung) versteht man im Kaufrecht allgemein die Erstattung des Kaufpreises einer gekauften Sache, die sich innerhalb einer gegebenen Frist als mangelhaft herausgestellt hat. 

## Deutschland
Der Anspruch auf Wandelung war im deutschen Kaufrecht ein Gewährleistungsanspruch bei Sachmängeln. Nach der Legaldefinition in der früheren Fassung des § 462 BGB a.F. handelte es sich dabei um die Rückgängigmachung des Kaufes. Der Käufer konnte nach der Wandelung den Kaufpreis zurückverlangen und der Verkäufer die Kaufsache.
An die Stelle der Wandelung ist durch die Schuldrechtsmodernisierung zum 1. Januar 2002 das im allgemeinen Schuldrecht geregelte Rechtsinstitut des Rücktritts (§ 323, §§ 346 ff. BGB) getreten. Ergänzend gelten im Kaufrecht § 437 Nr. 2 und § 440 BGB und die dort genannten Vorschriften. Der Rücktritt als Institut des allgemeinen Schuldrechts des BGB bezieht sich jedoch nicht mehr nur noch auf Kaufgeschäfte, sondern ist auch auf andere Schuldverhältnisse anwendbar, sofern keine allgemeinen oder besonderen Ausschlussgründe vorliegen. Der Begriff der Wandelung hat sich auch nach der Schuldrechtsmodernisierung in der juristischen Fachsprache dergestalt erhalten, dass bei der Rechtsfolge des Rücktritts nun von der (Um-)Wandelung des ursprünglichen Schuldverhältnisses in ein Rückgewährschuldverhältnis die Rede ist.

## Österreich
In Österreich ist die Wandlung durch § 932 Abs. 4 ABGB geregelt. Ein Recht auf Wandlung besteht, wenn es sich um einen schwerwiegenden Mangel handelt. Handelt es sich um einen geringfügigen Mangel, hat der Käufer Anspruch auf Verbesserung der Sache, Austausch der Sache, oder eine angemessene Preisminderung entweder als Gutschrift oder als Rückzahlung eines Teils des Kaufpreises.

## Schweiz
In der Schweiz ist die Wandelung in Art. 205 Obligationenrecht geregelt. Danach hat der Käufer das Recht, bei Mängeln an der Kaufsache eine Rückabwicklung des Kaufes zu verlangen oder aber eine Minderung, d. h. eine Reduktion des Kaufpreises zu erwirken. Die Wandelung ist allerdings unter Umständen nicht möglich, falls der Mangel nur geringfügig ist. In Garantieverträgen wird oft die Wandelung ausgeschlossen und stattdessen dem Käufer das Anrecht auf Reparatur gegeben. Dies ist in vielen Fällen jedoch kein Vorteil für den Käufer. 